# Gál Vera
Gál Vera (születési neve: Molnár Vera) (Makó, 1942. március 15. – ?) magyar textilművész.

## Életpályája
Édesanyját, Árvay Viktóriát 1942 októberében elvesztette. Érettségi után bejutott az Iparművészeti Főiskolára, ahol Gerzson Pál oktatta. Az ipari oktatásra átálló művészetpolitika megszüntette a gobelin tanszéket. Mivel a Képzőművészeti Vállalat szőnyegrészlegével érvényes társadalmi szerződése volt, ezért kénytelen volt a főiskola ilyen szakon lediplomáztatni. Ezután a Kézműipari Vállalat szőnyeg részlegénél különböző méretben, különböző sűrűségű szőnyegeket tervezett. 1972-ig a Mezőtúri Háziipari Szövetkezetnél klasszikus torontáli szőnyegeket tervezett.

## Művei
- Sárkány
- Hajnal
- Tavasz
- Fogantatás
- Vizitáció

## Kiállításai
- 1972 Baja
- 1973 Frankfurt, Berlin
- 1974 Szolnok, Makó, Budapest
- 1975 Nyíregyháza
- 1976 Zalaegerszeg
- 1981, 2002 Budapest
- 1991 Washington
- 2008 Szentendre